# Lord-in-Waiting
Lord-in-Waiting (weibliche Form: Baroness-in-Waiting) ist ein britischer staatsrechtlicher Begriff, der ein Staats- und Hofamt bezeichnet, das nur an Mitglieder des House of Lords übertragen werden kann. Die Bezeichnung leitet sich ab vom englischen Verb to wait on somebody, d. h. jemanden bedienen/jemandem aufwarten.

## Zwei Arten dieses Amtes
Lord-in-Waiting bezeichnet zwei unterschiedliche Funktionen:
Als politisch angelegtes, von der jeweiligen Regierung gestaltetes Amt: Die politische bestimmte Form ist ein Staatsamt. Die Lords-in-Waiting werden von der Regierung ernannt. Ein Lord-in-Waiting gehört der Regierung an, muss Mitglied des Houses of Lords sein und ist im Oberhaus der Einpeitscher der Regierungspartei. Mit einem Regierungswechsel verliert er automatisch sein Amt (so z. B. Hugh Percy, 10. Duke of Northumberland nach dem Regierungswechsel von den Tories zu Labour 1945).
Als ein reines Hofamt: Die nicht politischen Lords-in-Waiting dagegen sind nicht Angehörige der jeweiligen Regierung. Sie werden vom Monarchen ernannt. Sie können von ihm auf Zeit oder dauerhaft (dann heißen sie Permanent Lord-in-Waiting) ernannt werden. Auch sie müssen dem Oberhaus angehören, und zwar als Crossbencher, damit weder die Regierungspartei noch die Oppositionspartei politischen Druck auf sie ausüben kann. Die nicht politischen Lords-in-Waiting sind meist vor ihrer Ernennung langgediente Oberbeamte des königlichen Haushaltes gewesen, die eine besonders enge persönliche Beziehung zum Staatsoberhaupt entwickelt haben.

## Aufgaben der Lords-in-Waiting
Die politischen Lords-in-Waiting sind Sprachrohr der jeweiligen Regierung. Sie erläutern, soweit der Premierminister in seinen wöchentlichen Audienzen dies nicht selbst tut, dem König die Regierungsvorhaben, und begleiten den Monarchen bei externen Staatsakten und Empfängen. Weisungen erhalten sie nicht vom König, sondern vom Premierminister.
Bei den nichtpolitischen Lords-in-Waiting ist es umgekehrt: Sie sind nicht dem Premierminister unterstellt und gehören seiner Regierung nicht an. Als reine Hofbeamte beraten sie den König in allen den Hof betreffenden Fragen. Gelegentlich vertreten sie den Monarchen sogar bei der Begrüßung ausländischer Staatsgäste, etwa indem sie einen Staatsgast am Flughafen empfangen. So wurde z. B. Präsident Barack Obama am 24. Mai 2011 bei seinem Staatsbesuch von Irland kommend vom Lord-in-Waiting Viscount Brookeborough im Namen der Königin Elisabeth II. begrüßt.